# Cratichneumon ritus
Cratichneumon ritus là một loài tò vò trong họ Ichneumonidae.